# Chrysomalla stigmatica
Chrysomalla stigmatica är en stekelart som beskrevs av Boucek 1972. Chrysomalla stigmatica ingår i släktet Chrysomalla och familjen gropglanssteklar.
Artens utbredningsområde är:
- Bulgarien.
- Jordan.
- Turkiet.

Inga underarter finns listade i Catalogue of Life.